# 裏バイト:逃亡禁止
『裏バイト：逃亡禁止』（うらバイト とうぼうきんし）は、田口翔太郎による漫画作品。漫画雑誌アプリ『マンガワン』（小学館）では2020年1月4日、漫画配信サイト『裏サンデー』（同）では同年1月11日より連載中。次にくるマンガ大賞2021のWebマンガ部門で5位に入賞。田口による「精密な作画と鋭く尖ったホラー演出」が本作で描かれている。

## あらすじ
とある事情で大金を求める女性2人組・黒嶺ユメと白浜和美。彼女たちがする仕事は「裏バイト」。毎回のように怪異や人間たちから命を狙われながら仕事を行う。基本的に前編・中編・後編の3部構成となっている。

## 登場人物
黒嶺 ユメ（こくりょう ゆめ）
今作の主人公。黒髪のロングヘアーが特徴の女性。和美からは「ユメちゃん」と呼ばれている。几帳面で物静かな性格。怪異や人間問わず自身に降りかかる悪意や危機の予兆を「黒い匂い」として察知できる、予知に似た強い霊感の持ち主。黒い匂いを感知すると「クサイ」と感じられる上に、安全な物や場所に対しては「白い匂い」を感じることが可能。
ひとつのエピソードの終わりに勤務地・勤務期間・給料などを記した「（裏）帳簿」を付けている。両親が借金を残して逃亡しており、その返済のために様々な裏バイトに関わることになる。
白浜 和美（しらはま なごみ）
今作のもう一人の主人公。金髪のショートヘアが特徴の女性。ユメからは「ハマちゃん」と呼ばれている。男勝りで屈託のない性格。世界旅行を目指し、数多の裏バイトを引き受けながら五体満足で生還を果たし、ユメ共々生き延びて裏バイトに勤しむことから注目されている。裏バイト業界内では「不死身の白浜」と呼ばれている。
篠月 橙（しのつき だいだい）
以前、和美が普通の店で働いていたときの後輩女性。口癖は「〜ッス」。名前である「橙」の文字や類似した言葉の入った衣服・帽子を着用しているのが特徴。底抜けにポジティブな性格で常に笑顔。頭はお世辞にも良いとは言えず、和美から「脳みそモンキー」と言われた事がある。独自の感性と、常人とはかけ離れた発想力があり、このおかげで無意識に窮地を脱する事もある。ボクシング経験があり、自身に襲いかかる相手には条件反射で「ンッンー」の掛け声と共にノックアウトしてしまう。
八木 琢磨（やぎ たくま）
「八木探偵事務所」を営む私立探偵。常に飄々としておりだらしない雰囲気を漂わせ、重度の競馬中毒かつ常に負けている昼行燈のような男だが、実際は裏窓口「八木相談所」にて「裏」の案件を取り扱う切れ者。極度の下戸。自らの手だけでは解決できない案件にて裏バイトを雇用しており、ユメ・和美にも度々依頼をしている。解決の糸口を推理しては2人に助言する、惜しげもなく報酬を支払う等雇用主としてはまともであり2人からも信頼されているが、「裏」の怪異そのものに魅入られている節があり、事件の犠牲者等には全くと言ってよいほど関心を示さない。赤川の実弟であり、両親が離婚した際母親に引き取られたため姓が異なるが、関係は良好。
赤川 京子（あかがわ きょうこ）
裏バイトの仲介を行う斡旋業者の女性。多くの死人が出る前提の裏バイトを取り扱うため、あっけらかんとしたドライな性格だがユメ・和美との関係は良好。コーヒーシュガーを直飲みする重度の甘党であり、手元のシュガーに触れようとするだけで襲い掛かってくる。八木の実姉であるが、両親が離婚した際父親に引き取られたため姓が異なる。
小松 茶々（こまつ ちゃちゃ）
女性探偵であり八木の友人。快活な性格かつ頭の切れる優秀な探偵であるが大のオカルト恐怖症であり、「裏」が絡む案件は八木に丸投げする傾向がある。後にユメに「行方不明の義両親の捜索」を依頼されるも自身が行方をくらまし、発見された際には廃人同然の状態となっていた。その後時子を通じて「Q」の施設で治療を受けたことで正気を取り戻したとされているが、時折不穏な言動を見せる。
黒岩（くろいわ）
「黒岩案件」と呼ばれる特殊な案件を扱う仲介業者。性別不明であり、中性的かつ不気味な顔立ちをしている。行方不明となっている和美の父親について何らかの情報を握っており、案件を解決することでもらえる「黒岩スタンプ」に応じて彼女に情報を提供している。
藍川 時子（あいかわ ときこ）
「気象観測」のエピソードにて初登場した藍川気象研究所の所長の娘。その正体は「裏」に関する研究を行っているとされる組織「Q」の幹部であり、正体を明かした後はユメ・和美や八木に度々依頼を行う。理知的で物腰柔らかな女性だが、依頼の犠牲者に対しては他の依頼人同様極めて冷淡。赤川に一方的に嫌われている。
金、銀（ジン、イン）
裏バイターではないが、様々な案件の関係者として登場するスキンヘッドの2人組。片言かつ無愛想な方が金、明瞭かつ快活な方が銀。ユメのような異能は持ち合わせていないが、怪異によっては肉弾戦で倒せるほどの戦闘力を持つ。ユメの母親である黒嶺弥生について知っている様子。

## 書誌情報
- 田口翔太郎『裏バイト：逃亡禁止』 小学館〈裏少年サンデーコミックス〉、既刊16巻（2025年6月12日現在）
  1. 2020年6月18日発売[3][1]、ISBN 978-4-09-850147-2
  2. 2020年11月12日発売[4]、ISBN 978-4-09-850333-9
  3. 2021年2月19日発売[5]、ISBN 978-4-09-850461-9
  4. 2021年6月17日発売[6]、ISBN 978-4-09-850600-2
  5. 2021年10月12日発売[7]、ISBN 978-4-09-850751-1
  6. 2022年2月10日発売[8]、ISBN 978-4-09-850889-1
  7. 2022年6月10日発売[9]、ISBN 978-4-09-851160-0
  8. 2022年11月10日発売[10]、ISBN 978-4-09-851400-7
  9. 2023年3月10日発売[11]、ISBN 978-4-09-851747-3
  10. 2023年7月19日発売[12]、ISBN 978-4-09-852554-6
  11. 2023年12月12日発売[13]、ISBN 978-4-09-853057-1
  12. 2024年4月11日発売[14]、ISBN 978-4-09-853206-3
  13. 2024年7月11日発売[15]、ISBN 978-4-09-853439-5
  14. 2024年11月12日発売[16]、ISBN 978-4-09-853697-9
  15. 2025年2月12日発売[17]、ISBN 978-4-09-853860-7
  16. 2025年6月12日発売[18]、ISBN 978-4-09-854135-5